# Kaarlo Maaninka

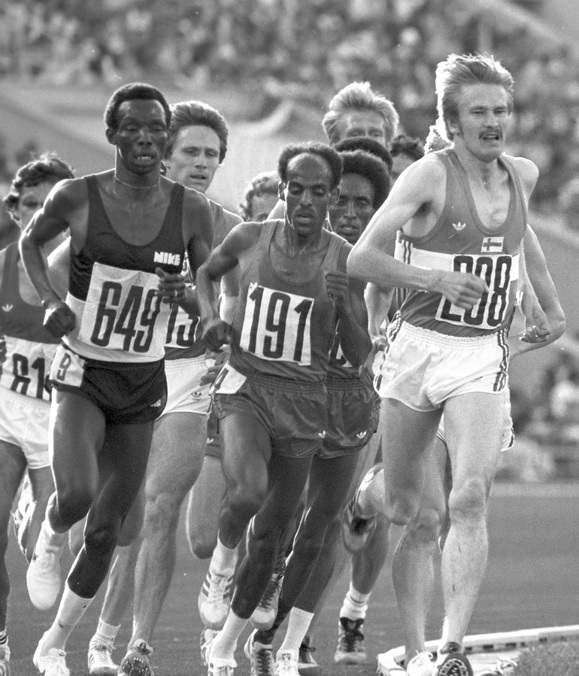
Kaarlo Maaninka (r., Nr. 208) im 5000-Meter-Lauf der Olympischen Spiele 1980. Nr. 191: Miruts Yifter, Nr. 649: Suleiman Nyambui

Kaarlo Hannes Maaninka (* 25. Dezember 1953 in Posio) ist ein ehemaliger finnischer Langstreckenläufer.
Maaninka wurde insgesamt viermal finnischer Meister, 1979 im 10.000-Meter-Lauf und von 1978 bis 1980 dreimal im Crosslauf auf der Langstrecke. Seine wichtigsten Erfolge feierte er bei den Olympischen Spielen 1980 in Moskau. Im 10.000-Meter-Lauf gewann er überraschend die Silbermedaille hinter Miruts Yifter und vor Mohammed Kedir. Wenige Tage später sicherte er sich im 5000-Meter-Lauf die Bronzemedaille hinter dem erneut siegreichen Miruts Yifter und Suleiman Nyambui.
1981 gab Maaninka zu, vor den Olympischen Spielen Bluttransfusionen erhalten zu haben. Blutdoping war zu dieser Zeit allerdings noch nicht verboten. Kaarlo Maaninka ist 1,78 m groß und hatte ein Wettkampfgewicht von gut 60 kg.